# Бочманівка
Бочма́нівка — село Куяльницької сільської громади в Подільському районі Одеської області, Україна. Населення становить 916 осіб.

## Історія
Під час організованого радянською владою Голодомору 1932—1933 років померло щонайменше 58 жителів села.
1 лютого 1945 року село Лисаветівка Бочманівської сільради приєднали до села Бочманівка.
12 червня 2020 року, відповідно до Розпорядження Кабінету Міністрів України від № 724-р «Про визначення адміністративних центрів та затвердження територій територіальних громад Одеської області», увійшло до складу Куяльницької сільської територіальної громади.
19 липня 2020 року, в результаті адміністративно-територіальної реформи і ліквідації Подільського району (1923-2020), село увійшло до складу новоутвореного Подільського району Одеської області.

## Населення
Згідно з переписом УРСР 1989 року чисельність наявного населення села становила 1046 осіб, з яких 475 чоловіків та 571 жінка.
За переписом населення України 2001 року в селі мешкало 916 осіб.

### Мова
Розподіл населення за рідною мовою за даними перепису 2001 року:
| Мова       | Відсоток |
| ---------- | -------- |
| українська | 89,63 %  |
| молдовська | 5,68 %   |
| російська  | 3,82 %   |
| циганська  | 0,76 %   |
| болгарська | 0,11 %   |